# Fernseea
Fernseea es un género de plantas con flores perteneciente a la familia  Bromeliaceae, subfamilia Bromelioideae. Solamente dos especies son conocidas en esta especie. Es originario del sudoeste de Brasil. Comprende 2 especies descritas y 2 aceptadas.

## Taxonomía
El género fue descrito por John Gilbert Baker y publicado en Handbook of the Bromeliaceae 19. 1889. La especie tipo es: Fernseea itatiaiae (Wawra) Baker
Etimología
Encholirium: nombre genérico  otorgado por John Gilbert Baker en honor del físico de Viena,  Dr. Heinrich Wawra von Fernsee (1831-1887).

## Especies aceptadas
A continuación se brinda un listado de las especies del género Fernseea aceptadas hasta octubre de 2013, ordenadas alfabéticamente. Para cada una se indica el nombre binomial seguido del autor, abreviado según las convenciones y usos.
- Fernseea bocainensis E.Pereira & Moutinho
- Fernseea itatiaiae (Wawra) Baker